# Pale Rider
Pale Rider is een Amerikaanse western uit 1985 onder regie van Clint Eastwood.

## Verhaal
De bende van LaHood houdt een mijndorp in Californië in een houdgreep. De 14-jarige Megan Wheeler ziet de vernielingen met lede ogen aan. Ze kan niet verhinderen dat haar hond wordt gedood. Bij het graf van haar huisdier smeekt ze om een wonder. Dan daagt er ineens een mysterieuze, vervaarlijk uitziende man te paard op, die zichzelf een predikant noemt.

## Rolverdeling
| Acteur             | Personage       |
| ------------------ | --------------- |
| Clint Eastwood     | Predikant       |
| Michael Moriarty   | Hull Barret     |
| Carrie Snodgress   | Sarah Wheeler   |
| Chris Penn         | Josh LaHood     |
| Richard Dysart     | Coy LaHood      |
| Sydney Penny       | Megan Wheeler   |
| Richard Kiel       | Club            |
| Doug McGrath       | Spider Conway   |
| John Russell       | Stockburn       |
| Charles Hallahan   | McGill          |
| Marvin J. McIntyre | Jagou           |
| Fran Ryan          | Ma Blankenship  |
| Richard Hamilton   | Jed Blankenship |
| Graham Paul        | Ev Gossage      |
| Chuck Lafont       | Eddie Conway    |